# Порторико на Светском првенству у атлетици на отвореном 2011.
Порторико је на 13. Светском првенству у атлетици на отвореном 2011. одржаном у Тегу од 27. августа до 4. септембра, учествовао тринаести пут, односно учествовао је на свим првенствима до данас. Репрезентацију Порторика представљало је 8 такмичара (7 мушкараца и 1 жена), који су се такмичили у 4 дисциплине (3 мушке и 1 женска). , 
На овом првенству Порторико је по броју освојених медаља делила 24. место са једном освојеном медаљом (сребрна).  У табели успешности према броју и пласману такмичара који су учествовали у финалним такмичењима (првих 8 такмичара) Порторико је са 1 учесником у финалу делиo 41. место са 7 бодова.
| Плас. | Земља     | 1. место | 2. место | 3. место | 4. место | 5. место | 6. место | 7. место | 8. место | Бр. финал. | Бод. |
| ----- | --------- | -------- | -------- | -------- | -------- | -------- | -------- | -------- | -------- | ---------- | ---- |
| =41.  | Порторико | 0        | 1        | 0        | 0        | 0        | 0        | 0        | 0        | 1          | 7    |

## Учесници
| Мушкарци: - Хектор Кото — 110 м препоне - Хавијер Кулсон — 400 м препоне - Џамел Мејсон — 400 м препоне - Маркос Амалберт — 4х100 м - Карлос Родригез — 4х100 м - Маркиз Холстон — 4х100 м - Мигел Лопез — 4х100 м | Жене: - Беверли Рамос — 3.000 м препреке |  |

## Освајачи медаља (1)

### Злато (1)
- Хавијер Кулсон — 400 м препоне

## Резултати

### Мушкарци
| Атлетичар                                                  | Дисциплина    | Лични рекорд | Група    | Група      | Полуфинале           | Полуфинале           | Финале                | Финале       | Детаљи |
| Атлетичар                                                  | Дисциплина    | Лични рекорд | Резултат | Место      | Резултат             | Место                | Резултат              | Место        | Детаљи |
| ---------------------------------------------------------- | ------------- | ------------ | -------- | ---------- | -------------------- | -------------------- | --------------------- | ------------ | ------ |
| Хектор Кото                                                | 110 м препоне | 13,54 НР     | 13,60    | 6. у гр. 3 | Није се квалификовао | Није се квалификовао | Није се квалификовао  | 20 / 32      |        |
| Хавијер Кулсон                                             | 400 м препоне | 47,72 НР     | 48,95 КВ | 1. у гр. 3 | 48,52 КВ             | 1. у гр. 1           | 48,44                 |              |        |
| Џамел Мејсон                                               | 400 м препоне | 49,30        | 49,98    | 7. у гр. 2 | Није се квалификовао | Није се квалификовао | Није се квалификовао  | 25 / 34      |        |
| Маркос Амалберт Карлос Родригез Маркиз Холстон Мигел Лопез | 4 х 100 м     | 39,15        | 39,55 НР | 7. у гр. 2 |                      |                      | Није се квалификовала | 14 / 19 (23) |        |

### Жене
| Атлетичарка   | Дисциплина       | Лични рекорд | Група    | Група      | Полуфинале | Полуфинале | Финале                | Финале       | Детаљи |
| Атлетичарка   | Дисциплина       | Лични рекорд | Резултат | Место      | Резултат   | Место      | Резултат              | Место        | Детаљи |
| ------------- | ---------------- | ------------ | -------- | ---------- | ---------- | ---------- | --------------------- | ------------ | ------ |
| Беверли Рамос | 3.000 м препреке | 9:41,87      | 9:45,50  | 5. у гр. 3 |            |            | Није се квалификовала | 13 / 26 (33) |        |